# Dominicas herrlandslag i fotboll
Dominicas herrlandslag i fotboll spelade sin första match 1932, då man slog Martinique med 1-0 på hemmaplan.

## Historik

### VM
- 1930 till 1994 - Deltog ej
- 1998 - Kvalade inte in
- 2002 - Kvalade inte in
- 2006 - Kvalade inte in

I kvalet till VM i Tyskland 2006 åkte man ut i första omgången efter två förluster mot Mexiko.

### CONCACAF mästerskap
- 1963 till 1989 - Deltog ej
- 1991 - Deltog ej
- 1993 - Kvalade inte in
- 1996 - Kvalade inte in
- 1998 - Kvalade inte in
- 2000 - Kvalade inte in
- 2002 - Kvalade inte in
- 2003 - Drog sig ur
- 2005 - Kvalade inte in

### Karibiska mästerskapet
- 1989 - Kvalade inte in
- 1990 - Deltog ej
- 1991 - Deltog ej
- 1992 - Kvalade inte in
- 1993 - Kvalade inte in
- 1994 - Första omgången
- 1995 - Kvalade inte in
- 1996 - Kvalade inte in
- 1997 - Kvalade inte in
- 1998 - Första omgången
- 1999 - Kvalade inte in
- 2001 - Kvalade inte in
- 2005 - Kvalade inte in
- 2007 - Kvalade inte in